# Зуев, Максим Сергеевич
Максим Сергеевич Зуев (укр. Максим Сергійович Зуєв; род. 14 апреля 1982, Кустанай, Казахстан) — украинский предприниматель в сфере рекламно-информационных услуг, политик. Народный депутат Украины IX созыва.

## Биография
Образование общее среднее.
С 2010 года — депутат Днепропетровского городского совета, член комиссии по вопросам развития местного самоуправления и партнерских отношений. Заместитель председателя партии «Украина будущего».
2012 — на выборах в Верховную Раду — кандидат в народные депутаты от партии «Украина будущего», № 10 в списке. На время выборов: генеральный директор ООО «Артмедиа АДВ», член партии «Украина будущего».
2014 — на выборах в Верховную Раду — кандидат в народные депутаты от партии «Украина будущего», № 22 в списке. На время выборов: генеральный директор ООО «Артмедиа АДВ», член партии «Украина будущего».
Кандидат в народные депутаты от партии «Слуга народа» на парламентских выборах 2019 года (избирательный округ № 207, г. Новгород-Северский, Городнянский, Коропский, Корюковский, Новгород-Северский, Семёновский, Сновский, Сосницкий районы). На время выборов: руководитель ООО «Артмедиа АДВ», проживает в г. Днепре. Беспартийный.
Член Комитета Верховной Рады по вопросам транспорта и инфраструктуры, председатель подкомитета по вопросам почтовой связи.